# Hoya thuathienhuensis
Hoya thuathienhuensis är en oleanderväxtart som beskrevs av T.B.Tran, Rodda och Simonsson. Hoya thuathienhuensis ingår i släktet Hoya och familjen oleanderväxter. Inga underarter finns listade i Catalogue of Life.